# Love Country Style
Love Country Style – album amerykańskiego muzyka Raya Charlesa, wydany w 1970 roku. 

## Lista utworów
strona A:
| 1. | "If You Were Mine" (Jimmy Lewis)                           | 3:47  |
|    |                                                            |       |
| 2. | "Ring of Fire" (June Carter Cash, Merle Kilgore)           | 3:05  |
|    |                                                            |       |
| 3. | "Your Love is So Doggone Good" (Big Dee Irwin, Rudy Love)  | 2:59  |
|    |                                                            |       |
| 4. | "Don’t Change On Me" (Eddie Reeves, Jimmy Holiday)         | 3:22  |
|    |                                                            |       |
| 5. | "Till I Can’t Take It Anymore" (Clyde Otis, Dorian Burton) | 3:27  |
|    |                                                            |       |
|    |                                                            | 16:40 |
|    |                                                            |       |
strona B:
| 1. | "You’ve Still Got A Place In My Heart" (Leon Payne)   | 4:45  |
|    |                                                       |       |
| 2. | "I Keep It Hid" (Jimmy Webb)                          | 3:46  |
|    |                                                       |       |
| 3. | "Sweet Memories" (Mickey Newbury)                     | 3:31  |
|    |                                                       |       |
| 4. | "Good Morning Dear" (Mickey Newbury)                  | 3:31  |
|    |                                                       |       |
| 5. | "Show Me The Sunshine" (Buddy Scott, Jimmy Radcliffe) | 3:12  |
|    |                                                       |       |
|    |                                                       | 18:45 |
|    |                                                       |       |